# Mulmejn
Mulmejn (မော်လမြိုင်မြို့ /mɔ̀ləmjàiɴ mjo̰/; mon. တ်မလီု /mo̤t məlɜ̤m/; ang. Mawlamyine; hist. Moulmein) – miasto w południowej Mjanmie, leżące przy ujściu rzeki Saluin do Morza Andamańskiego. Stolica stanu Mon oraz dystryktu Mulmejn. 
Znajdują się tu łuszczarnie ryżu, tartaki, port handlowy (wywóz drewna tekowego, kauczuku, ryżu) i rybacki. Mieszkańcy zajmują się ponadto produkcją sieci rybackich i rzemiosłem (wyroby z kości słoniowej). Funkcjonuje tu również port lotniczy Mulmejn.